# Barendrecht
Barendrecht – gmina w prowincji Holandia Południowa w Holandii.